# Farid Habib
Farid Habib (né à Kousba le 8 janvier 1935 et mort le 31 mai 2012) est un homme politique libanais.

## Biographie
Diplômé en littérature, après une carrière dans les compagnies pétrolières, il est proche des partis de la droite chrétienne conservatrice. Lié au leader des Forces libanaises Samir Geagea, il rejoint en 2004 le rassemblement de Kornet Chehwane et devient l’un des conseillers politiques de Sethrida Geagea.
En 2005, après la Révolution du Cèdre, il se présente aux élections législatives au Nord du Liban, sur la liste d’alliance des forces de l'Alliance du 14 mars. Il est élu député orthodoxe de Koura et appartient au bloc parlementaire des Forces libanaises.